# أريوالد ملك اللومبارد
أريوالد ملك اللومبارد في إيطاليا 626-636 ودوق تورينو. تزوج من الأميرة غودنبيرغا ابنة الملك أغيلولف والملكة ثيوديليندا. كان وعلى عكس حماه آريوسيًا ولم يقبل بالكاثوليكية.